# Los Hornos Grandes
Los Hornos Grandes är en ort i Mexiko.   Den ligger i kommunen Santiago Pinotepa Nacional och delstaten Oaxaca, i den sydöstra delen av landet, 400 km söder om huvudstaden Mexico City. Los Hornos Grandes ligger 147 meter över havet och antalet invånare är 111.
Terrängen runt Los Hornos Grandes är kuperad österut, men västerut är den platt. Terrängen runt Los Hornos Grandes sluttar söderut. Runt Los Hornos Grandes är det ganska tätbefolkat, med 60 invånare per kvadratkilometer. Närmaste större samhälle är Santiago Pinotepa Nacional, 4,1 km norr om Los Hornos Grandes. I omgivningarna runt Los Hornos Grandes växer i huvudsak lövfällande lövskog.